# Ole Petter Pollen
Ole Petter Pollen (* 16. September 1966 in Rygge) ist ein ehemaliger norwegischer Segler.

## Erfolge
Ole Petter Pollen nahm in der Bootsklasse Flying Dutchman an den Olympischen Spielen 1988 in Seoul und 1992 in Barcelona teil. 1988 gewann er mit Erik Bjørkum die Silbermedaille, als sie mit 37,4 Punkten hinter den Dänen Christian Grønborg und Jørgen Bojsen-Møller und vor Frank McLaughlin und John Millen aus Kanada den zweiten Platz belegten. Vier Jahre darauf wurde er mit Knut Frostad Siebter. Bei Weltmeisterschaften gelang ihm 1985 in Tønsberg der Titelgewinn in der Bootsklasse Europe. 1989 sicherte er sich mit Erik Bjørkum in Alassio Bronze im Flying Dutchman.